# Hoavrejávri
Hoavrejávri, enligt tidigare ortografi Håurajaure, är en sjö i Gällivare kommun i Lappland och ingår i Luleälvens huvudavrinningsområde. Sjön har en area på 0,371 kvadratkilometer och ligger 982 meter över havet. Sjön avvattnas av vattendraget Hoavrejohka.

## Delavrinningsområde
Hoavrejávri ingår i det delavrinningsområde (754581-158138) som SMHI kallar för Utloppet av Håurajaure. Medelhöjden är 1 135 meter över havet och ytan är 19,51 kvadratkilometer. Det finns inga avrinningsområden uppströms utan avrinningsområdet är högsta punkten. Hoavrejohka som avvattnar avrinningsområdet har biflödesordning 8, vilket innebär att vattnet flödar genom totalt 8 vattendrag (Duottarjohka, Lihtijohka, Sunddegorži, Suorggejohka, Tjävrráädno, Viedásädno, Stora Luleälven och Luleälven) innan det når havet efter 394 kilometer. Avrinningsområdet består mestadels av kalfjäll (88 procent). Avrinningsområdet har 1,72 kvadratkilometer vattenytor vilket ger det en sjöprocent på 8,8 procent.